# AGEHA (GENERATIONS from EXILE TRIBEの曲)
「AGEHA」（アゲハ）は、GENERATIONS from EXILE TRIBEの11枚目のシングル。2016年1月27日にrhythm zoneから発売された。

## 概要
前作「ALL FOR YOU」から約4カ月ぶりのリリースで、2016年第1弾シングル。「CDのみ」「CD＋DVD」「ワンコイン」「ミュージックカード」の4形態で発売。
表題曲「AGEHA」のミュージックビデオには、EXILEの世界と、THE RAMPAGE from EXILE TRIBEの神谷健太、与那嶺瑠唯、山本彰吾、岩谷翔吾が出演している。
Billboard Japan Hot 100、Billboard Japan Top Singles Salesでは初の首位獲得となった。

## メディアでの使用
- 「AGEHA」は、 日本テレビ系『スッキリ!!』2016年1月度テーマソング。
- 「LOADSTAR」は、赤坂サカススケートリンク「G's RINK」テーマソング、サマンサタバサ「Samantha Thavasa -Fashion Show-」CMソング。

## 収録曲

### CD＋DVD
CD
1. AGEHA
作詞：P.O.S.、作曲：SKY BEATZ・CHRIS HOPE・MARIA MARCUS
2. LOADSTAR
作詞：TAKANORI (LL BROTHERS)・ALLY、作曲：T-SK・SIRIUS・BRANDNEWJIQ・BIG-F
3. AGEHA（Instrumental）
4. LOADSTAR（Instrumental）

DVD
1. AGEHA （Music Video）

### CD ONLY
1. AGEHA
2. LOADSTAR
3. AGEHA（Instrumental）
4. LOADSTAR（Instrumental）
【Special Bonus Track】
5. ALL FOR YOU (English Version)

### ワンコイン
1. AGEHA